# Challenger de Saint-Brieuc 2016
El torneo Open Harmonie mutuelle 2016 es un torneo profesional de tenis. Pertenece al ATP Challenger Series 2016. Se disputó su 13.ª edición sobre superficie dura, en Saint-Brieuc, Francia entre el 28 de marzo al el 3 de abril de 2016.

## Jugadores participantes del cuadro de individuales
| Favorito | País                        | Jugador            | Rank1 | Posición en el torneo |
| -------- | --------------------------- | ------------------ | ----- | --------------------- |
| 1        | Bandera de Alemania         | Jan-Lennard Struff | 109   | Segunda ronda         |
| 2        | Bandera del Reino Unido     | Daniel Evans       | 125   | Cuartos de final      |
| 3        | Bandera de Rusia            | Karen Jachanov     | 136   | Segunda ronda         |
| 4        | Bandera de Italia           | Luca Vanni         | 143   | Primera ronda         |
| 5        | Bandera de Francia          | Vincent Millot     | 155   | Primera ronda         |
| 6        | Bandera de los Países Bajos | Igor Sijsling      | 157   | FINAL                 |
| 7        | Bandera de Bielorrusia      | Egor Gerasimov     | 177   | Primera ronda         |
| 8        | Bandera de Francia          | Quentin Halys      | 179   | Primera ronda         |

- 1 Se ha tomado en cuenta el ranking del 21 de marzo de 2016.

### Otros participantes
Los siguientes jugadores recibieron una invitación (wild card), por lo tanto ingresan directamente al cuadro principal (WC):
- Gleb Sakharov
- Alexandre Sidorenko
- Maxime Teixeira
- Tak Khunn Wang

Los siguientes jugadores ingresan al cuadro principal tras disputar el cuadro clasificatorio (Q):
- Andreas Beck
- Rémi Boutillier
- Edward Corrie
- Sadio Doumbia

## Campeones

### Individual Masculino
- Alexandre Sidorenko derrotó en la final a  Igor Sijsling, 2–6, 6–3, 7–6(3)

### Dobles Masculino
- Rameez Junaid /  Andreas Siljeström derrotaron en la final a  James Cerretani /  Antal van der Duim, 5–7, 7–6(4), [10–8]